# Gran Premio Industria Commercio Artigianato Carnaghese 2005
Il Gran Premio Industria Commercio Artigianato Carnaghese 2005, trentaquattresima edizione della corsa e valida come evento dell'UCI Europe Tour 2005 categoria 1.1, si svolse il 25 agosto 2005 su un percorso di 180,4 km. Fu vinta dall'australiano Simon Gerrans che terminò la gara in 4h16'12", alla media di 42,248 km/h.
Partenza con 147 ciclisti, dei quali 39 portarono a termine il percorso.

## Ordine d'arrivo (Top 10)
| Pos. | Corridore           | Squadra      | Tempo    |
| ---- | ------------------- | ------------ | -------- |
| 1    | Simon Gerrans       | AG2R Prév.   | 4h16'12" |
| 2    | Paul Crake          | Corratec     | a 5"     |
| 3    | Murilo Fischer      | Naturino     | a 7"     |
| 4    | Aljaksandr Kučynski | Amore & Vita | s.t.     |
| 5    | Andrea Noè          | Liquigas     | s.t.     |
| 6    | Daniele Contrini    | LPR-Piacenza | s.t.     |
| 7    | Gabriele Bosisio    | Tenax        | s.t.     |
| 8    | Paolo Bailetti      | 3C-Androni   | s.t.     |
| 9    | Luis Laverde        | Panaria      | s.t.     |
| 10   | Gianluca Tonetti    | Tenax        | a 16"    |